# Judziki (Bartosze)
Judziki (niem. Judzicken) – przysiółek wsi Bartosze w Polsce, położony w województwie warmińsko-mazurskim, w powiecie ełckim, w gminie Ełk.
W 1933 Judziki zamieszkiwało 100 osób, a w 1939 85 osób. Od 16 lipca 1938 przemianowana była na Gutenborn w ramach urzędowej germanizacji polsko brzmiących nazw miejscowości. Po przyłączeniu Mazur do Polski powrócono do tracyjnej nazwy. Judziki w latach 1945–1975 należały administracyjnie do województwa białostockiego, a W latach 1975–1998 do województwa suwalskiego.
Z Judzik wywodził się zasadźca wsi Judziki w powiecie oleckim – Jakub z Judzik, który założył wieś czynszową na prawie chełmińskim, na 40 włókach w 1561 roku.